# Hani i Elezit
Hani i Elezit (in albanese Han i Elezit o Hani i Elezit; in serbo Ђенерал Јанковић?, Đeneral Janković; ufficialmente in serbo Елез Хан?, Elez Han) è una città e un comune situato nel distretto di Ferizaj del Kosovo. Secondo il censimento del 2011, la città di Hani i Elezit conta 2 533 abitanti, mentre il comune ne conta 9 403.
È uno dei nuovi comuni formati costituiti nel settembre 2005. Precedentemente faceva parte del comune di Kaçanik. La città si trova nella parte sud-orientale del Kosovo. Il comune si estende su una superficie di 82,9 chilometri quadrati. Confina con il comune di Kaçanik a nord e con la Macedonia del Nord, i comuni di Jegunovce (ovest), Čučer-Sandevo (est), Saraj e Gjorče Petrov (sud).

## Storia
La città è abitata sin dal 1500. La città fu ribattezzata con il nome del generale serbo Božidar Janković nel 1914 con una decisione del Consiglio dei ministri serbo. Nel 2012, l'Assemblea del Kosovo ha approvato la ridenominazione della città in Hani i Elezit.

## Società

### Evoluzione demografica
Nel 2011, la popolazione era di 9.389 abitanti. Oltre ai 30 bosniaci del Kosovo, l'unità municipale è etnicamente omogenea (albanesi del Kosovo). Il comune ha dieci villaggi, due dei quali disabitati.